# بالتاسي
بالتاسي (بالروسية: Балтаси) هي مدينة في جمهورية تتارستان في روسيا.
يبلغ عدد سكانها حوالي 7474 نسمة.